# Alexandre-Auguste Robineau
Pour les articles homonymes, voir Robineau.
Alexandre-Auguste Robineau, né le 23 avril 1747 à Paris où il est mort le 13 janvier 1828, est un peintre et musicien français.

## Biographie
(février 2025).
La mise en forme du texte ne suit pas les recommandations de Wikipédia : il faut le « wikifier ».
Les points d'amélioration suivants sont les cas les plus fréquents. Le détail des points à revoir est peut-être précisé sur la page de discussion.
- Les titres sont pré-formatés par le logiciel. Ils ne sont ni en capitales, ni en gras.
- Le texte ne doit pas être écrit en capitales (les noms de famille non plus), ni en gras, ni en italique, ni en « petit »…
- Le gras n'est utilisé que pour surligner le titre de l'article dans l'introduction, une seule fois.
- L'italique est rarement utilisé : mots en langue étrangère, titres d'œuvres, noms de bateaux, etc.
- Les citations ne sont pas en italique mais en corps de texte normal. Elles sont entourées par des guillemets français : « et ».
- Les listes à puces sont à éviter, des paragraphes rédigés étant largement préférés. Les tableaux sont à réserver à la présentation de données structurées (résultats, etc.).
- Les appels de note de bas de page (petits chiffres en exposant, introduits par l'outil «  Source ») sont à placer entre la fin de phrase et le point final[comme ça].
- Les liens internes (vers d'autres articles de Wikipédia) sont à choisir avec parcimonie. Créez des liens vers des articles approfondissant le sujet. Les termes génériques sans rapport avec le sujet sont à éviter, ainsi que les répétitions de liens vers un même terme.
- Les liens externes sont à placer uniquement dans une section « Liens externes », à la fin de l'article. Ces liens sont à choisir avec parcimonie suivant les règles définies. Si un lien sert de source à l'article, son insertion dans le texte est à faire par les notes de bas de page.
- La présentation des références doit suivre les conventions bibliographiques. Il est recommandé d'utiliser les modèles {{Ouvrage}}, {{Chapitre}}, {{Article}}, {{Lien web}} et/ou {{Bibliographie}}. Le mode d'édition visuel peut mettre en forme automatiquement les références.
- Insérer une infobox (cadre d'informations à droite) n'est pas obligatoire pour parachever la mise en page.

Pour une aide détaillée, merci de consulter Aide:Wikification.
Si vous pensez que ces points ont été résolus, vous pouvez retirer ce bandeau et améliorer la mise en forme d'un autre article.
Fils du peintre Charles-Jean Robineau, Alexandre-Auguste Robineau étudia la peinture à c’est côté, et pour la Musique, comme compositeur et violoniste, sous la direction de Pierre Gaviniès en 1754. À l'âge de sept ans, il est devenu choriste à la Sainte-Chapelle où il a ensuite pris des ordres saints.
« Robineau fut un des meilleurs élève de Gavines »
Il entra dans les ordres avant de les quitter.
De 1762-1767, il a étudia la musique  principalement au Conservatorio di Santa Maria di Loreto en tant qu'élève de violon et de composition d'Antonio Lolli,l'un des violonistes et compositeurs italiens des plus renommés du XVIIIe siècle,Maître du Mythique Chevalier de Saint Georges
« En Italie (Naples), Le succès de Robineau fut écrasant, au point qu’on lui donna le surnom de Lollinelli. Il apparaissait souvent au Concert Spirituel. »
« Il eut une période où il a été aussi l’élève de Antonio Sacchini »
Il survit à une tentative d’assassinat :
Corsaires Algériens :
Amoureux d’une Napolitaine, lors de son épopée en Italie, celle-ci avec sa mère, l’accompagnait souvent lorsqu’il jouait de la musique dans des villages près de Naples. Un jour, elle est enlevée par des corsaires algériens. Auguste tente désespérément de la sauver, mais il est gravement blessé et laissé pour mort en mer. Ses camarades musiciens, malgré leurs faibles moyens de défense, parviennent à le retrouver et à le ramener à la vie dans une cabane de pêcheurs. Cependant, la douleur de la perte de son amour et les séquelles de ses blessures plongent Auguste dans une maladie grave qui le mène à plusieurs léthargies profondes, dont une de quatorze heures qui fait croire à sa mort.
Auguste, gravement blessé par des corsaires et déclaré mort, est déposé dans l’église du Conservatoire à Naples, où il est exposé avec le visage découvert. Ses camarades chantent les vêpres et laissent un gardien. À la tombée de la nuit, Auguste reprend connaissance, découvre qu’il est attaché, et provoque un désordre en tombant sur des flambeaux. Le gardien, effrayé, le laisse s’échapper. Auguste court retrouver ses camarades, qui le ramènent à l’infirmerie où il est décidé de ne plus l’enterrer avant d’être certain de sa mort. Ce miracle a été constaté par Niccolò Piccinni, qui en était témoin.
Après sa guérison, Auguste retourne en France. À Rome, le Pape Clément XIV lui propose une carrière ecclésiastique, mais Auguste préfère suivre sa passion pour la peinture. Après trois ans de travail intensif, il revient à Paris en tant que peintre. Ses parents, inquiets de la combinaison des arts, l’encouragent à accepter un poste dans la finance pour assurer sa stabilité. Son attachement à sa mère, qu’il retrouve veuve, le pousse à suivre leur souhait.

Brillant violoniste, Robineau a souvent joué dans le Concert Spirituel, l'une des premières séries de concerts publics existantes, après son retour à Paris à la fin de 1767.
En 1772, il se marie avec Adélaïde Bertin de bourdeilles, fille de Henri Bertin.
Extrait du rapport de André-Daniel Laffon de Ladebat au Ministre de la Marine, fait aux Consuls le 23 ventôse an g:
En 1775, il eut un fils nommé Adel Robineau, qui meurt tragiquement tôt à l’âge de 23 ans[réf. nécessaire]. Convaincu de fidélité à la Monarchie, il est condamné à mort sous la Terreur. Il y échappe en suivant à Cayenne le général Lagenetière. Il s'enfuit alors à Surinam, et est capturé par les émissaires du Directoire. Il disparait, noyé avec des fers selon les uns, selon les autres la tête coupée pour être conservée au sel.
« Il Fût accusé d’avoir Un Second frère Auguste qui était lui peintre et Alexandre qui était lui compositeur de Sonnâtes »
Car il utilisait le prénom Alexandre en musique et le prénom Auguste en peinture, il fut peintre et professeur de musique auteur de sonates pour violon et basse (1768).
Sonates à violon seul et basse dédiée à Louis-Jacques d’Audibert de Lussan
Concertos de violon a Grand Orchestre dédié à Jean-Jacques Bachelier
Il a contribué aussi à l'Art du violon un regroupement des plus Grand artiste du XVIII par Jean-Baptiste Cartier
Son passage chez Daniel-Charles Trudaine :
Daniel-Charles Trudaine, qui lui offre une position aux Ponts et Chaussées ainsi qu’un poste de secrétaire intime. Sous la protection de Laurent Truget, Auguste perfectionne ses compétences en portrait, ce qui lui sera d’une grande utilité dans ses voyages (Angleterre,Hollande,Suisse,Russie)
Cependant, après huit ans, la mort soudaine de Trudaine met fin à cette relation (1769).
Il passa 2 ans à Bordeaux chez son ami le célèbre Chanteur Pierre-Jean Garat toujours sous la protection de L’Amiral Laurent Truget.

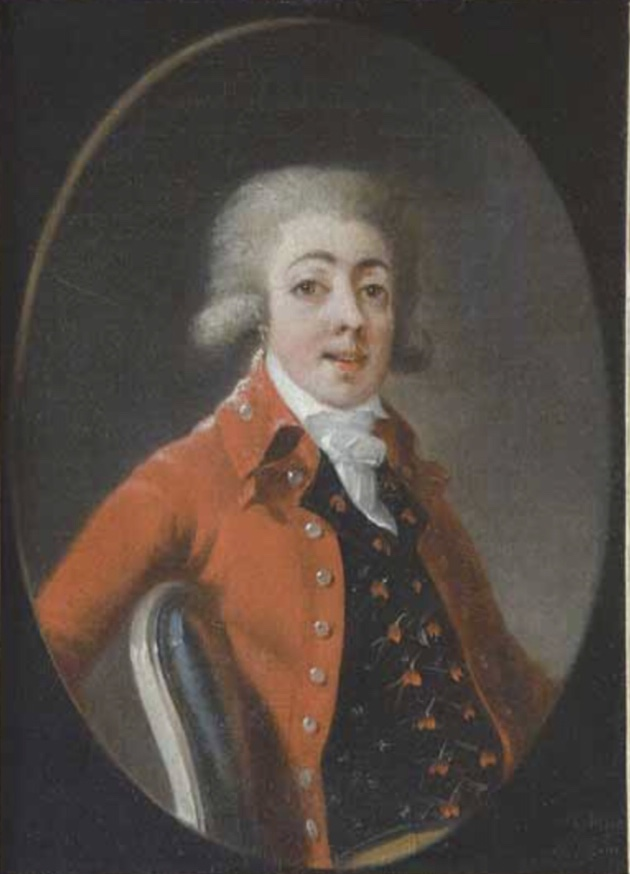
Portrait du Chanteur Pierre-Jean Garat (1762-1823)par Alexandre auguste Robineau c.1785

Puis S’envola en Espagne avec Garat et L’Amiral Truget.
Y connaît une période de succès lorsqu’il se rend à Madrid où, grâce à ses contacts avec M. Truguet, l’Ambassadeur de France, il parvient à se faire remarquer à la Cour espagnole. Il réalise notamment le portrait du Prince de la Paix et de M. Truguet. Il devait également peindre la Reine avec ses enfants, mais le rappel de Truguet met fin à cette opportunité.
Après le départ de Truguet d’Espagne, Auguste retourne rapidement à Paris.

Il fut secrétaire et peintre des Menus-Plaisir du roi de 1785 à 1789.
Il eut des échanges conséquents avec Louis XVI qu’il l’a spécialement accueilli pour son tableau « Le temps qui découvre la Vérité » et l’a laissé l’exposé dans les appartements de l’altesse Royal puis à c’est propre Yeux ,Marie Antoinette a qui il a réalisé plusieurs portraits, leur fille Marie-Thérèse de France a qui il a réalisé le portrait de Son chien.
Le tableau « le temps qui découvre la Vérité » a pris 8 ans pour se finaliser au moment de son exposition à Amsterdam le Compte Dirk van Hogendorp l’en détourna et le conseilla de l’exposer en Russie au prix de nombreux périples, Par une fatalité inouïe au moment où l'Empereur (à qui ses aides de camp avaient rendu le compte le plus favorable de la Vérité) se proposait de la venir voir. La guerre se déclare entre la France et la Russie, de sorte que Sa Majesté Impériale partit pour les Armées sans l'avoir vue. On força alors les Français à quitter la Russie où à faire le serment de ne plus correspondre avec la France ce que fit Auguste de grand cœurs.
« Le temps qui découvre la Vérité » faisait 15 pieds de haut sur 10 pieds de large.
le Tableau « le temps qui découvre la Vérité » est actuellement perdu.
Jusqu’à que son département soi supprimé, Denis Pierre Jean Papillon de La Ferté ,lui avait fait accorder plusieurs congés , pour aller en Angleterre tirer parti de ses talents; c'est dans un de ses voyages à Londres où il est entré en contact avec le prince de Galles à la fois comme musicien et peintre, notamment pour peindre, à sa demande, le duel entre chevalier de Saint-George et le chevalier d’Éon à Carlton House.
Comme le Prince chantait des romances Françaises avec un goût infini, il voulait qu'Auguste soit sans cesse au Palais de Carleton House, soit pour l'accompagner au piano, soit pour l'entendre jouer du violon.
Le prince de Galles dit à son sujet; 
« Auguste à lui seul pouvait faire un opéra, composer la musique, conduire l’orchestre et peindre les décorations »
Il peignit aussi Mme Georgiana Cavendish et Mme Mademoiselle Théodore femme de Jean Duberval, dans 4 costumes différents.
Il exécute le portrait de François-André Danican Philidor pour le Club d’échec des Philidor.
Son amour pour la France le fis retourné après la Révolution à Paris (1789)
À son retour en France :
Altercation avec Gilbert du Motier de La Fayette :
Lors de la fédération de 1791 à Paris, Auguste, qui prenait un café au Palais Royal, exprime son indignation face à l’insolence des fédérés envers le Roi. Accusé d’aristocratie et arrêté, il est conduit au comité des recherches où M. de La Fayette ordonne « Conduisez Monsieur au corps de garde de la mairie, et surtout prenez garde qu’il n’ait aucune arme pour se détruire ; on a grand besoin d’exemple en ce moment ». Devant la foule en colère, Auguste est enlevé par les émeutiers, mais parvient à échapper à leur furie. Dans le corps de garde, honteux pour sa famille, il se donne huit coups de baïonnette avant de s’effondrer sur un lit de camp, laissant le peuple croire à sa mort. Transféré à l’Hôtel-Dieu, il est sauvé par M. Dessaux et les sœurs de charité en moins de deux mois.
De 1789 à 1792, Robineau fut le chef d'orchestre au Théâtre-Français.
À cette époque, il fit paraître ses trios dédiés à Madame la duchesse de Polignac.
« Il entretenait une relation particulière avec la Duchesse de Polignac , elle le protégeait face à la Reine Marie Antoinette à La Cour du Roi »
« André Chéron et les premiers Artistes, en présence de tous les compositions qui assurèrent que cet ouvrage n'avait pas besoin de protection, étant bien digne d'un élève de Sacchini  ».
« En 1795, Pierre Gavinies fut admis par concours comme professeur au Conservatoire de Paris, y fut à nouveau Maître de Robineau, au Concert Spirituel, y compte parmi ses élèves Simon Le Duc, Antoine-Laurent Baudron, Isidore Bertheaume, Nicolas Capron, Marie-Alexandre Guénin, Jean-Jérôme Imbault, Alexandre-Auguste Robineau, ces élèves se distinguent par leur excellence à nul égal. »
« Vers 1800 Auguste Robineau, a organisé une exposition de ses œuvres à Paris et à Amiens durant le Congrès, après douze années de développement artistique. L’exposition a présenté :
Un tableau monumental de 15 pieds de haut sur 10 pieds de large, intitulé “Le Temps découvrant la Vérité”.
Un portrait de Napoléon Bonaparte, en tant que “guerrier pacificateur”, reconnu par les ambassadeurs du Congrès et l’état-major d’Amiens comme étant le plus ressemblant jamais réalisé de cette Héros.
Un effet de lumière innovant qui a impressionné même les autres artistes.
Plusieurs portraits d’artistes connus, y compris celui de Robineau lui-même.
Bien qu’il ait souhaité que l’entrée soit gratuite, les frais de transport et d’exposition ont conduit à une entrée payante. Robineau a également prévu de réaliser des portraits supplémentaires pendant l’exposition. L’événement était localisé près de la Douane et son ouverture a été annoncée dans la presse»
« Robineau a aidé l’artiste François Diday à lancer sa carrière. »
Francois Diday dit à son sujet :
En 1818 ou 1817 arriva à Genève un peintre Français du nom de Auguste Robineau, qui apportait avec lui un immense tableau allégorique représentant le Temps découvrant la Vérité. Une baraque fut construite sur la place de Bel-Air pour l'ex- position de ce chef-d'œuvre, que notre public alla admirer en foule, à raison de cinq sous par tête. Le public genevois était alors, en fait de peinture, moins connaisseur qu'aujourd'hui; il mesurait son admiration sur la dimension des tableaux; Robineau, grâce aux 240 pieds carrés de sa toile, fut donc pour lui le plus grand des peintres qui eût jamais paru dans nos murs. Ce mérite, joint à de fort bonnes recommandations, assura au peintre étranger un excellent accueil de la part de plusieurs de nos hommes distingués; on verra qu'il en était digne, si ce n'est par ses talents, du moins par des qualités réelles.
Dans la même maison où M. Robineau était descendu, rue Neuve du Molard, demeurait un jeune homme, inconnu du monde artistique, et qui, presque livré à lui-même, s'essayait dans la peinture, hasardant quelques pas à l'entrée de cette carrière si ardue pour tous, si décevante pour le plus grand nombre, mais si glorieuse pour quelques-uns. Le vieux peintre venait souvent oublier ses succès auprès de son jeune voisin; il le regardait travailler, et, soit perspicacité, soit modestie à l'égard de lui-même, il prédisait au jeune artiste gloire et fortune. Ce jeune artiste, c'était François Diday, M. Robineau travailla à l'accomplissement de sa prédiction. A tous ceux qui lui faisaient compliment sur son grand tableau, il parlait de Diday et de ses talents avec enthousiasme, s'étonnant qu'on laissât sans encouragement un jeune homme qui promettait d'être un jour une des gloires du pays. Ces propos, souvent répétés et tenus à des personnes haut placées, firent sensation.
Un dimanche matin, après le service religieux, plusieurs de nos premiers magistrats s'acheminèrent vers la place du Port au Bois, et montèrent au sixième étage, c'est-à-dire dans les mansardes de la vieille maison où Diday avait établi son atelier. Notre jeune artiste, qui ne songeait guère à voir sitôt se réaliser la première partie de la prédiction de son bienveillant confrère, était, ainsi que son atelier, dans tout le glorieux désordre d'un peintre qui n'attend pas de visite, quand, un buissier entrouvrant la porte, il vit entrer chez lui un syndic et trois conseillers d'état. Nous ne parlerons ni de sa surprise ni des encouragements qu'il reçut; ce serait dépasser les bornes de cet article; mais nous dirons que dès lors l'attention publique fut fixée sur M. Diday, et que ses tableaux eurent du succès dans les premiers essais d'exposition qui eurent lieu à cette époque au Calabri. Genève ne possédait pas encore le Musée qu'elle doit à la patriotique générosité de Miles Rath.
Il fut alors accordé à Diday une bourse de voyage en Italie (1824).
Il meurt en 1828 à Paris.

Tableaux de Robineau de la Royal Collection
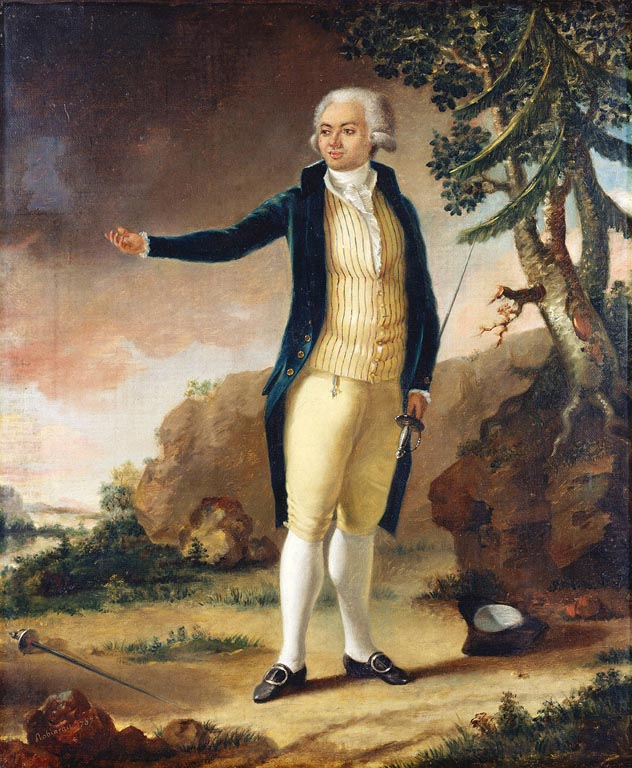
The Chevalier de Saint-George (1745-1799)
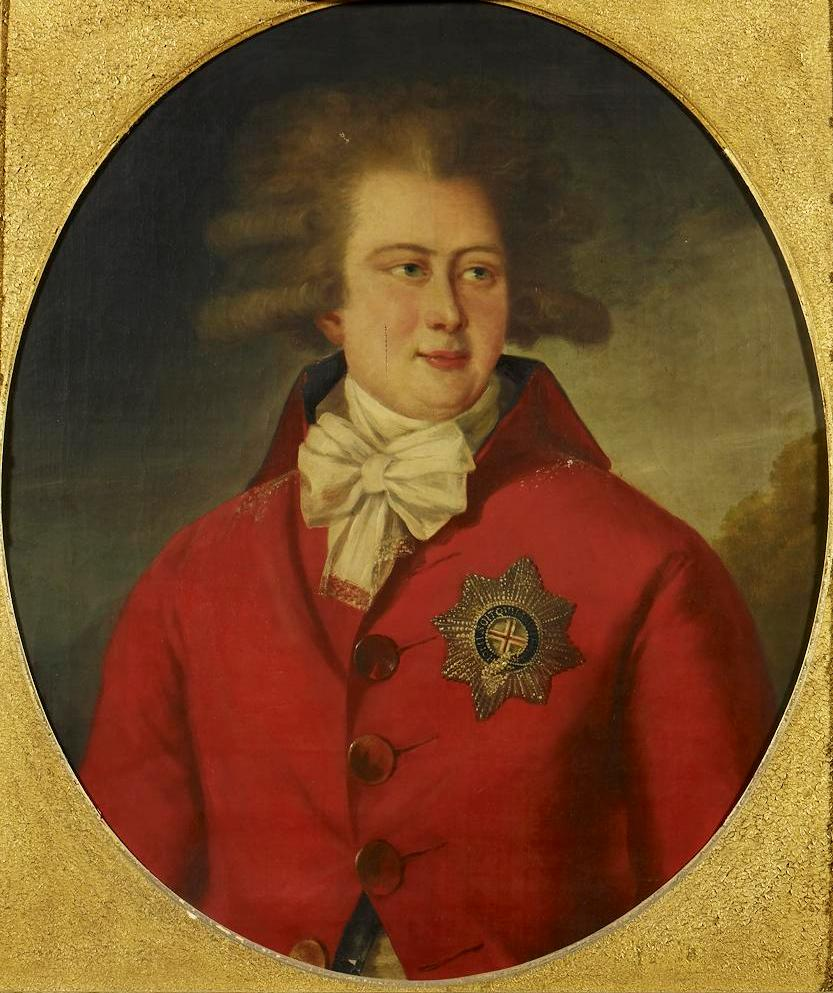
George IV (1762-1830) When prince de Wales.
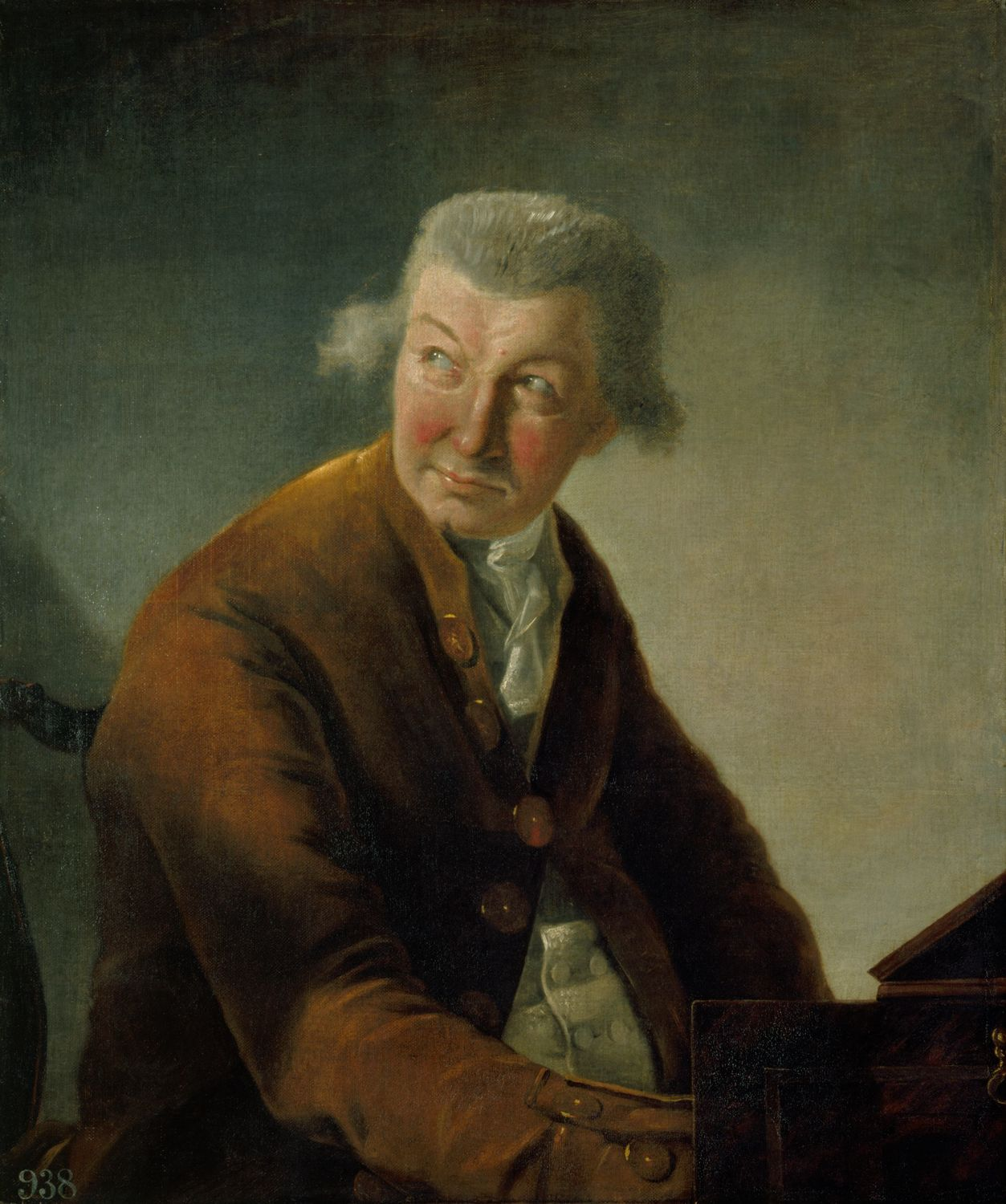
Karl Friedrich Abel (1725-87)after  Alexandre auguste Robineau  (1747-1828)
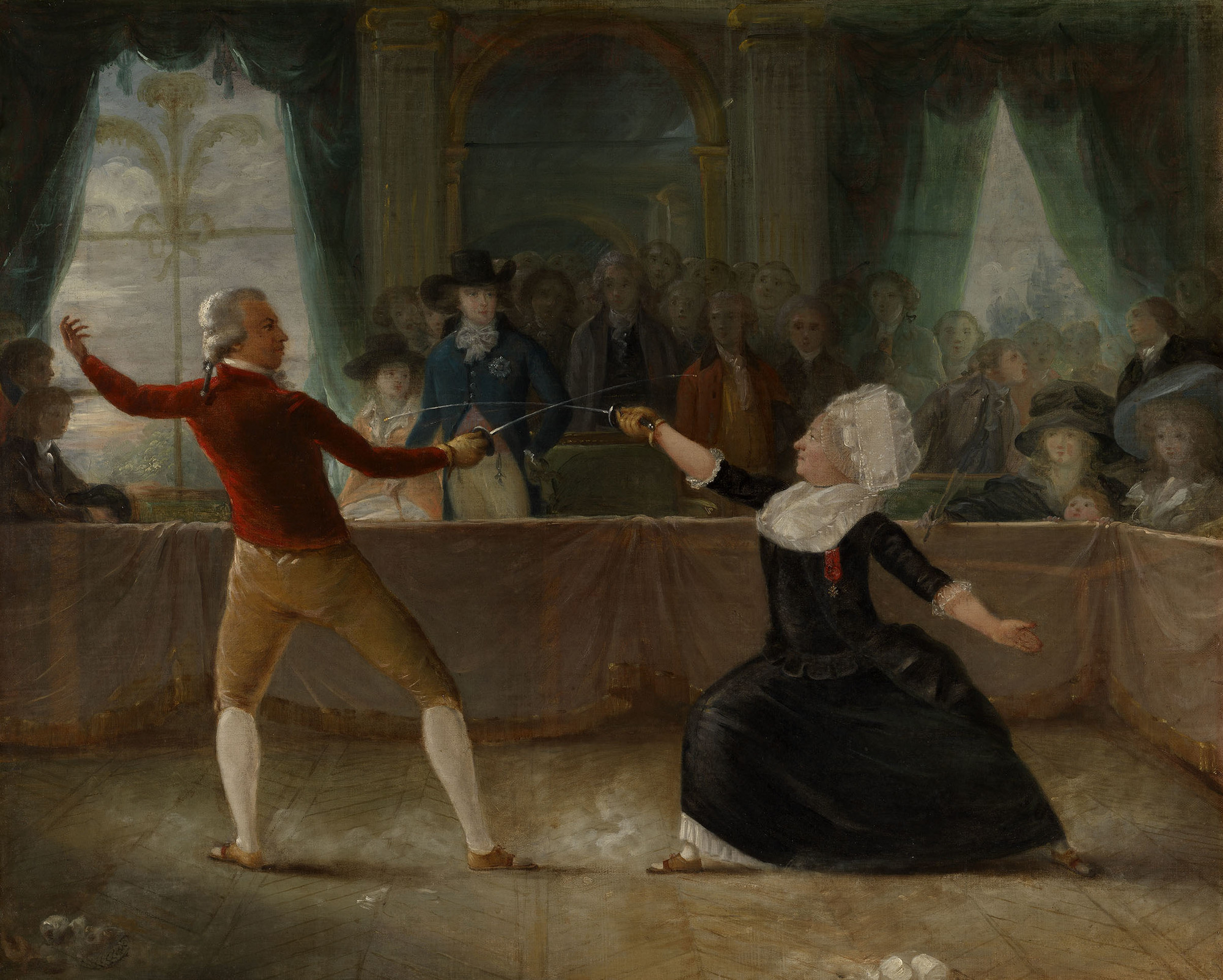
Assaut d’armes à Carlton House le 9 avril 1787 d’Éon de Beaumont contre Saint-George (vers 1787-1789), Royal Collection.
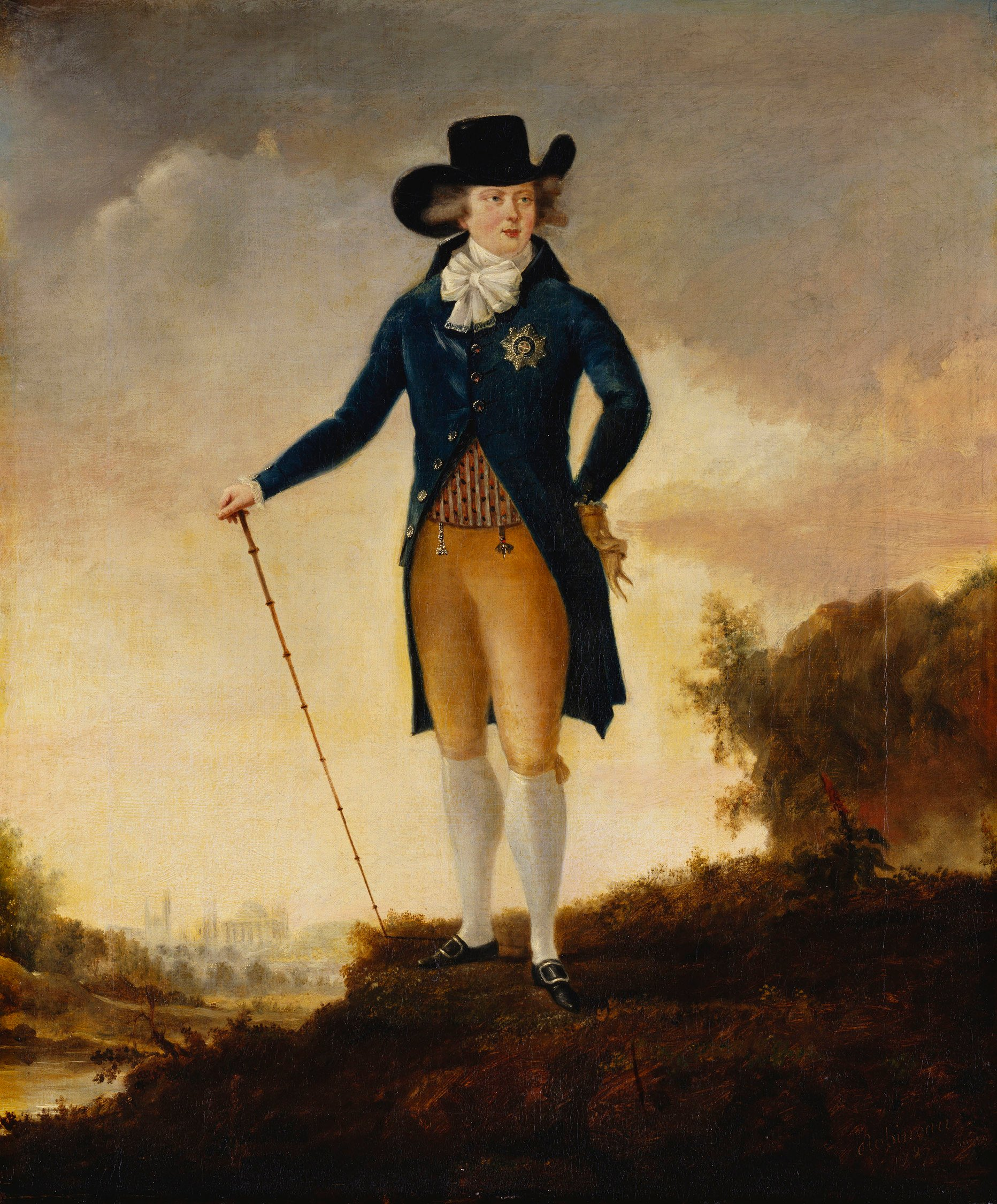
Alexandre-Auguste Robineau (1747-1828)-George IV (1762-1830)when Prince of Wales

Portrait de Robineau à la Philarmonie

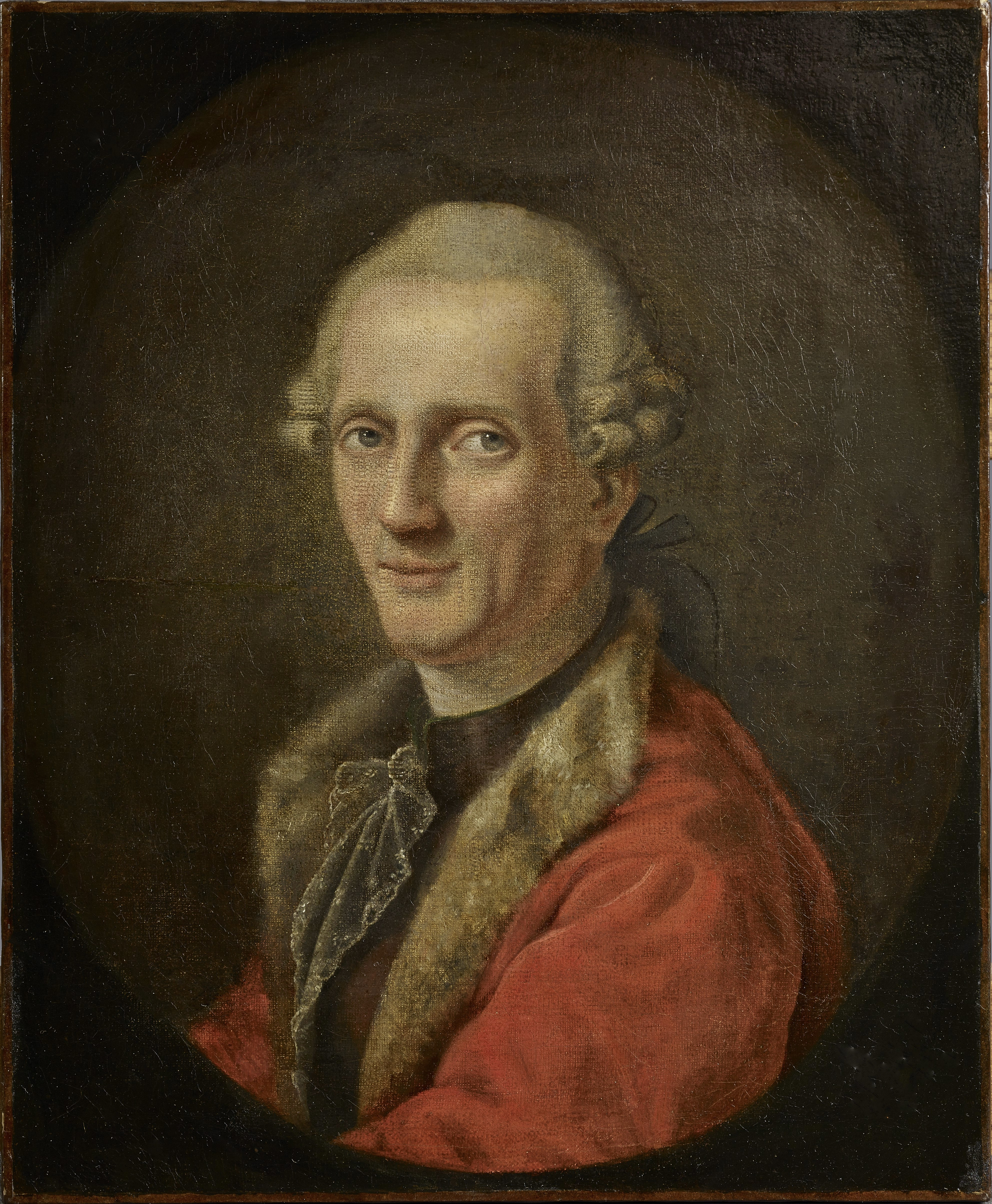
Portrait de Niccolò Piccinni (1728-1800)par Alexandre Auguste Robineau (1747-1828) en 1783

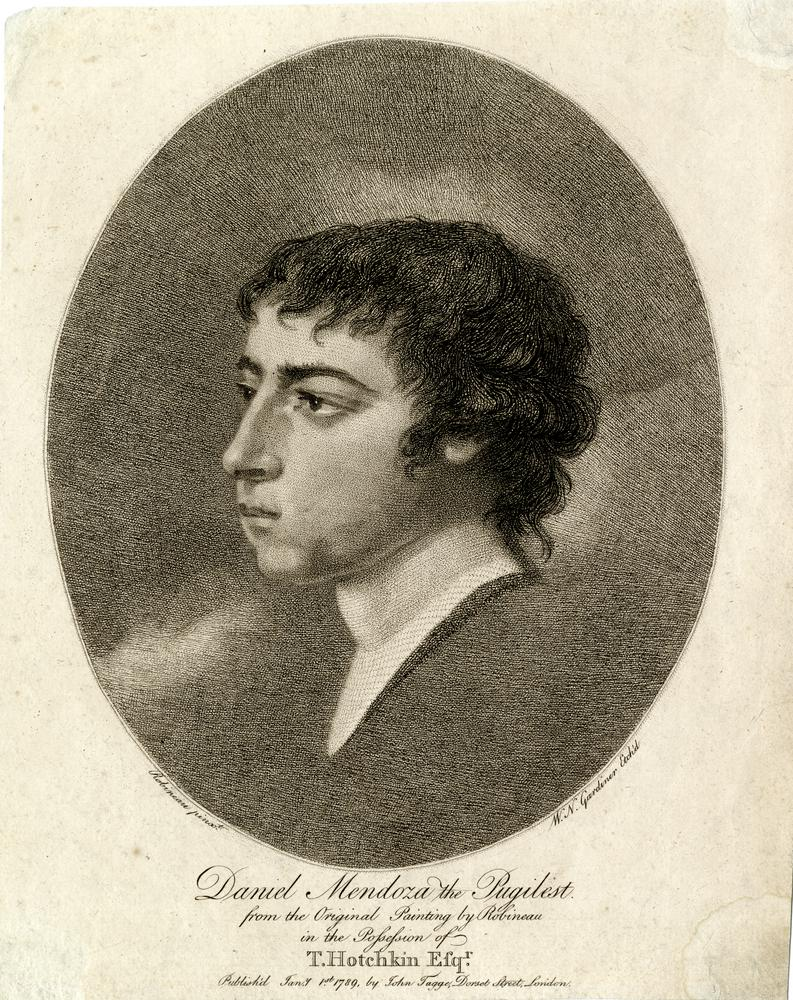
Portrait of the boxer Daniel Mendoza, head only facing to left, in three-quarter profile in an oval; after Robineau. 1789 Etching and stipple (anonym)

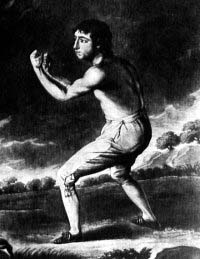
The English boxing champion of Spanish-Jewish origin, Daniel Mendoza (1764-1836) After Robineau (1747-1828) in 1789

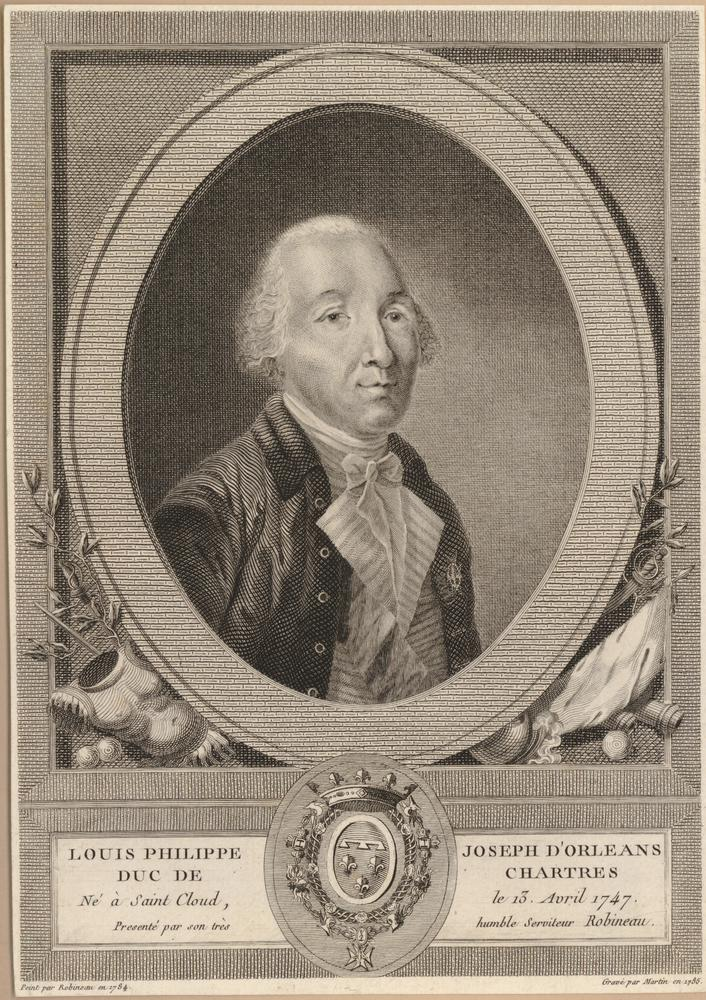
Portrait of Louis Philippe Joseph when Duke of Chartres (Peint par Robineau en 1784 - Gravé par Martin en 1785", title, sitter's date of birth, and dedication by Robineau Duke of Orléans)

Portrait de Robineau au British Muséum